# Betalingsfraude
Betalingsfraude is de uitvoering van één of meerdere strafbare activiteiten met betrekking niet geautoriseerde betalingen of het versluizen van betalingsgelden. 

## Vormen

### Afrondingsfraude
Door bedragen na de komma wel te factureren maar niet op te nemen in de boekhouding kan men het opgebouwde decimalenkapitaal afromen en wegsluizen. 

### Autorisatie
Geautoriseerde personen kunnen betalingen uitvoeren voor hun werkgever die niet conform goedgekeurde bestelbonnen en betalingsgoedkeuringen zijn. De betalingen gaan dan meestal naar eigen of bevriende rekeningen. In geval van chantage zelfs naar de rekeningen van stromannen of criminele organisaties. Een systeem van dubbele controle en handtekeningen kan dit voorkomen.

### Betaalkaartfraude
Wanneer men de betaalkaart en bijbehorende veiligheidscodes van derden misbruikt voor een niet afgesproken aankoop.

### CEO fraude
Bij CEO-fraude neemt een goed geïnformeerd oplichter contact met een medewerker die beschikt over betalingsbevoegdheid. De oplichter doet zich dan voor als de eigenaar van de organisatie of een leidinggevend persoon (CEO, CFO) met de bedoeling om dringend een betaling uit te voeren. 

### Kleine fictieve bedragen
Door het factureren van kleine bedragen voor fictieve producten of diensten hoopt men door de controles van organisaties te geraken en toch een betaling te ontvangen.

### Wijziging van betalingsgegevens
- Men wijzigt de betalingsgegevens van een factuur zodat de betaling via een ander rekeningnummer bij de oplichter terecht komt.
- Men maakt facturen na van gekend ondernemingen die periodiek facturen en vervangt het rekeningnummer door het eigen rekeningnummer. Door het opslaan van gekende rekeningnummers of gebruik te maken van domiciliëren kan men dit voorkomen.